# 26 mei
26 mei is de 146e dag van het jaar (147e dag in een schrikkeljaar) in de gregoriaanse kalender. Hierna volgen nog 219 dagen tot het einde van het jaar.

## Gebeurtenissen
- Algemeen
  - 1499 - Hendrik IV van Nassau-Beilstein wordt opgevolgd door zijn zoon Johan II.
  - 1828 - De mysterieuze Kaspar Hauser duikt op in Neurenberg.
  - 1971 - De laatste begijn van het Begijnhof Amsterdam, Agatha Kaptein, wordt begraven in het Zustergraf van de begraafplaats Barbara in Amsterdam.
  - 1991 - Een Boeing 767-300ER van Lauda Air stort neer op de route Bangkok-Wenen. Alle 223 inzittenden komen om.[1] De oorzaak van het ongeluk is een designfout van Boeing.
  - 2009 - In de nacht van 25 op 26 mei worden delen van België en Nederland getroffen door een van de zwaarste onweersfronten van de laatste jaren, met hagelstenen tot 10 cm in doorsnede en 4 tot 5 bliksemontladingen per seconde.
  - 2009 - De Zweedse marine raakt in de Golf van Aden verwikkeld in een vuurgevecht met piraten. Het marineschip HMS Malmö wordt hierbij beschoten met een raketwerper.
  - 2011 - In Servië wordt Ratko Mladić opgepakt. De voormalige Bosnisch-Servische generaal wordt sinds 1995 door het Joegoslavië-tribunaal gezocht voor genocide die hij gepleegd zou hebben tijdens de Bosnische Burgeroorlog.
  - 2023 - De Belgische humanitaire hulpverlener Olivier Vandecasteele komt vrij na 455 dagen gevangenis in Iran. Hij wordt geruild voor Assadollah Assadi, een Iraans diplomaat die in België gevangen zat wegens poging tot moord en terrorisme.[2]
  - 2023 - Achttien leden van de Leuvense studentenclub Reuzegom worden schuldig bevonden aan het mishandelen van de 20-jarige Sanda Dia in december 2018 tijdens een ontgroening, met de dood tot gevolg. Ze krijgen werkstraffen tot 300 uur en boetes van 400 euro.[3]
  - 2024 - Een deel van de parkeergarage bij het St. Antonius Ziekenhuis in Nieuwegein stort in. Volgens de veiligheidsregio gaat het om de hellingen van de oprij- en afrijbanen in het gebouw. Er vallen geen slachtoffers.[4][5]
  - 2024 - De tropische cycloon Remal die gepaard gaat met grote hoeveelheden neerslag treft Bangladesh en de Sagar eilanden van India. Voorafgaand aan de cycloon waren al meer dan 1 miljoen mensen geëvacueerd, toch eist de storm tientallen levens. Infrastructurele werken lopen aanzienlijke schade op.[6]
- Criminaliteit en veiligheid
  - 1990 - Rond het gekraakte Wolters-Noordhoff Complex (WNC) in Groningen breken hevige krakersrellen uit.
- Infrastructuur
  - 2006 - Het Berlin Hauptbahnhof in Berlijn wordt geopend.
- Kunst en cultuur
  - 1994 - Michael Jackson trouwt met Lisa Marie Presley.[7]
- Media
  - 1938 - Eerste uitzending van de AVRO-quiz Hersengymnastiek.
  - 1994 - Els De Temmerman, correspondente van de Volkskrant en de BRT in Afrika, wint de Dick Scherpenzeelprijs 1993.
  - 2023 - RTL 4 zendt de (voorlopig) laatste aflevering uit van het televisieprogramma Koffietijd vanwege tegenvallende kijkcijfers.[8]
  - 2023 - Olga Commandeur presenteert voor Omroep MAX voor de laatste keer het televisieprogramma Nederland in Beweging!. Mede-presentator Duco Bauwens blijft wel te zien op tv.[9]
- Muziek
  - 2012 - Loreen uit Zweden wint het 57ste Eurovisiesongfestival met het lied Euphoria.[7]
- Oorlog
  - 451 - Slag bij Vartanantz: Koning Yazdagird II van Perzië probeert tevergeefs zijn christelijke vazallen in Armenië tot het zoroastrisme te dwingen.
  - 1502 - Beleg en ontzet van Huissen: Een leger in dienst van Karel van Gelre belegert de stad Huissen, die op dat moment in handen is van het Hertogdom Kleef.
  - 1603 - Slag bij Sluis: De Spaanse vloot onder bevel van Frederik Spinola lijdt zware verliezen tegen de Zeeuwen onder leiding van Joost de Moor.
- Politiek
  - 1572 - Louise de Coligny huwt Charles de Teligny.
  - 1805 - In de kathedraal van Milaan wordt Napoleon Bonaparte tot koning van Italië gekroond.
  - 1964 - De Palestijnse Bevrijdingsorganisatie (PLO) wordt opgericht.
  - 1966 - Guyana wordt onafhankelijk van het Verenigd Koninkrijk.
  - 1972 - Het SALT I-verdrag tussen de Sovjet-Unie en de Verenigde Staten wordt getekend.
  - 1986 - De Europese vlag wordt geaccepteerd.
  - 1991 - Zviad Gamsachoerdia wordt met 86% van de stemmen gekozen tot de eerste president van de onafhankelijke republiek Georgië.
  - 1993 - China laat Xu Wenli (49) vrij, drie jaar voor het aflopen van zijn straf. Hij is een van de bekendste politieke gevangenen van de democratische beweging van de periode 1978-1981.
  - 1993 - De sociaaldemocratische partij van Finland wijst de voormalige VN-bemiddelaar Martti Ahtisaari aan als haar kandidaat voor het Finse presidentschap.
- Religie
  - 2002 - Zaligverklaring van Kamen Vitchev (1893-1952), Pavel Djidjov (1919-1952) en Josaphat Chichov (1884-1952), Bulgaarse priesters en martelaren, in Plovdiv door Paus Johannes Paulus II.
  - 2006 - Paus Benedictus XVI bezoekt in Polen het heiligdom van de Zwarte Madonna van Częstochowa in het Jasna Góra-klooster.
- Recreatie
  - 2018 - De darkride Piraten in Batavia in het Duitse Europa-Park wordt volledig verwoest door een brand.
- Sport
  - 1912 - De Duitse voetbalbond verbiedt schoolvoetbal en de aanwezigheid van vrouwelijk publiek bij voetbalwedstrijden.
  - 1965 - RSC Anderlecht wint voor de eerste keer in de clubgeschiedenis de Belgische voetbalbeker door Standard Luik in de finale met 3-2 te verslaan.
  - 1966 - Oprichting van de Turkse voetbalclub Denizlispor.
  - 1974 - Het Nederlands voetbalelftal wint in Amsterdam met 4-1 van Argentinië in de aanloop naar het WK voetbal 1974 in West-Duitsland. Verdediger Pleun Strik scoort twee keer, waaronder een eigen doelpunt.
  - 1999 - Manchester United wint de Champions League. In de finale in Barcelona zegeviert de Engelse voetbalclub met 2-1 ten koste van het Duitse Bayern München.
  - 2002 - De Nederlandse voetbalvereniging Sparta degradeert voor het eerst in haar geschiedenis.
  - 2004 - FC Porto wint de Champions League. In de finale in Gelsenkirchen is de Portugese voetbalclub met 3-0 te sterk voor AS Monaco.
  - 2007 - Club Brugge behaalt zijn tiende Beker van België.
  - 2012 - Iker Casillas is na de oefeninterland tussen Spanje en Servië (2-0) de eerste doelman van een nationaal voetbalelftal die 73 keer de nul heeft weten te houden in een interland. De Spaanse goalie deelde het 'wereldrecord' van 72 'clean sheets' met Edwin van der Sar.
  - 2012 - Jetro Willems debuteert voor het Nederlands voetbalelftal in de oefeninterland tegen Bulgarije (1-2). De net 18-jarige linksback van PSV is daarmee de jongste debutant in Oranje sinds Gerald Vanenburg (18 jaar en 40 dagen) in april 1982.
  - 2013 - Go Ahead Eagles promoveert na een afwezigheid van zeventien jaar naar de Eredivisie.
  - 2018 - Real Madrid wint voor de derde maal op rij de UEFA Champions League. In de finale wordt Liverpool FC met 3-1 verslagen.
  - 2024 – Go Ahead Eagles wint de Play-offs voor Europees Voetbal door in de finale FC Utrecht met 1-2 te verslaan. Na de wedstrijd breken buiten het stadion ernstige ongeregeldheden uit waarbij de Mobiele Eenheid in actie komt om de orde te herstellen. Enkele agenten raken lichtgewond, ook worden er door de politie twee personen aangehouden.[10][11]
  - 2024 - De meerdaagse wielerwedstrijd Tour de Feminin voor vrouwen wordt gewonnen door de Tsjechische Julia Kopecký, de Nederlandse Femke de Vries wordt tweede en Xaydée Van Sinaey uit België wordt derde.[12]
  - 2024 - De 107e editie van de meerdaagse wielerwedstrijd Ronde van Italië voor mannen wordt gewonnen door de Sloveen Tadej Pogačar, de Colombiaan Daniel Felipe Martinez wordt tweede en de Brit Geraint Thomas wordt derde.[13]
- Wetenschap en technologie
  - 1676 - Antoni van Leeuwenhoek ziet voor het eerst animalculen (kleine diertjes) door zijn microscoop.
  - 1927 - De Ford Motor Company staakt de productie van de Ford Model T.
  - 1938 - Adolf Hitler legt in Wolfsburg de eerste steen voor de fabriek van de "Kraft durch Freude"-wagen, het huidige Volkswagen.
  - 1969 - Apollo 10 komt terug op aarde.
  - 1970 - De Toepolev 144 voert de eerste vlucht uit die sneller gaat dan Mach-2.
  - 1983 - Lancering van EXOSAT (European X-ray Observatory SATellite) van ESA. Doel van de missie is het observeren van het heelal in röntgenstraling.[14]
  - 2002 - De Mars Odyssey missie vindt tekenen van water op de planeet Mars
  - 2003 - Het Galileo plaatsbepalingssysteem wordt officieel aangenomen door de Europese Unie en de European Space Agency (ESA).
  - 2008 - De Phoenix Mars Lander maakt een zachte landing op de planeet Mars even na middernacht Nederlandse tijd.[15]

## Geboren

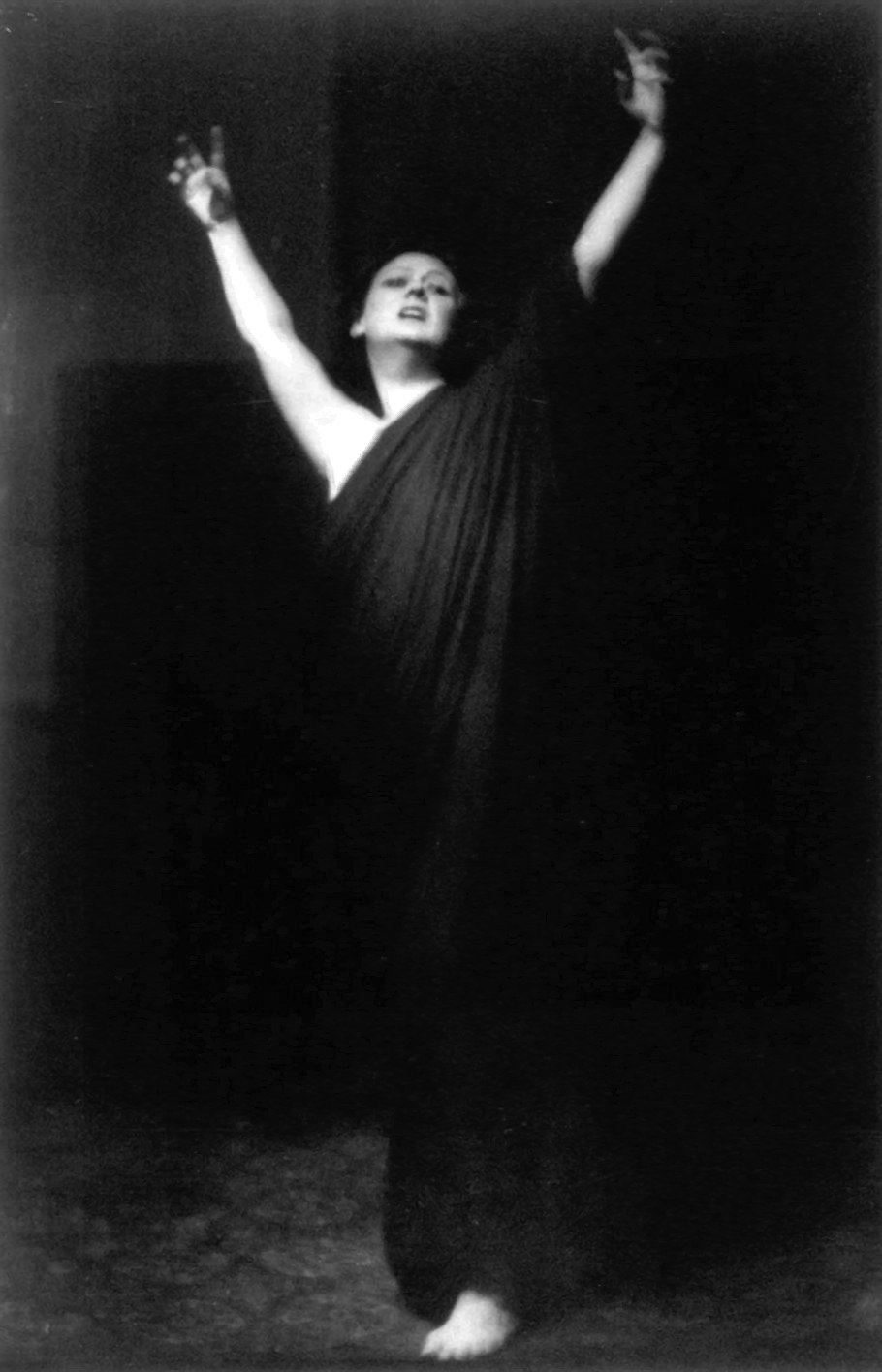
Isadora Duncan
geboren in 1878

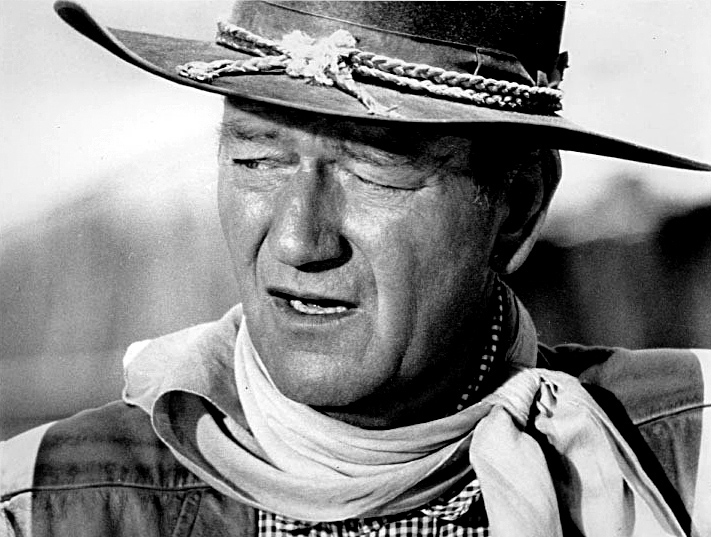
John Wayne
geboren in 1907

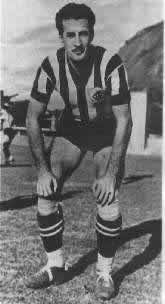
Carvalho Leite
geboren in 1912

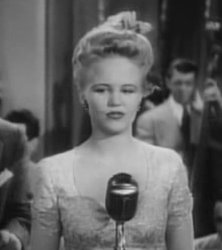
Peggy Lee
geboren in 1920

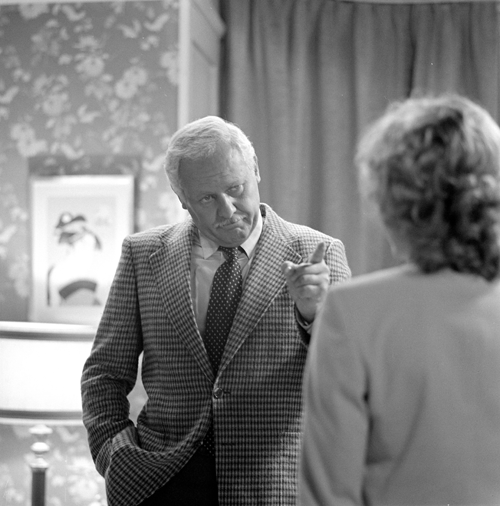
Rudi Falkenhagen
geboren in 1933

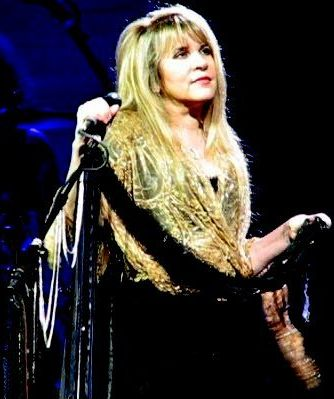
Stevie Nicks
geboren in 1948

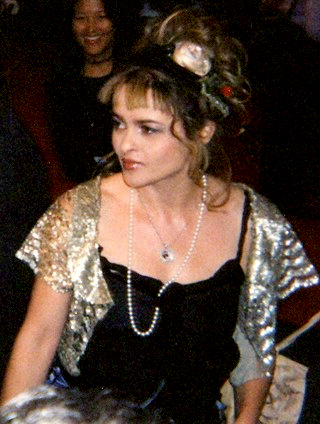
Helena Bonham Carter
geboren in 1966

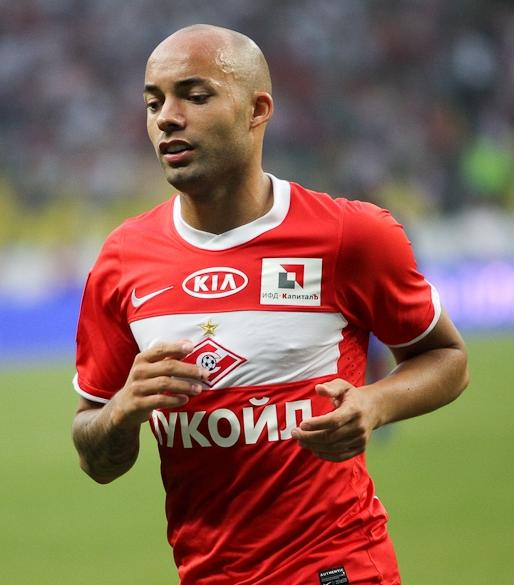
Demy de Zeeuw
geboren in 1983

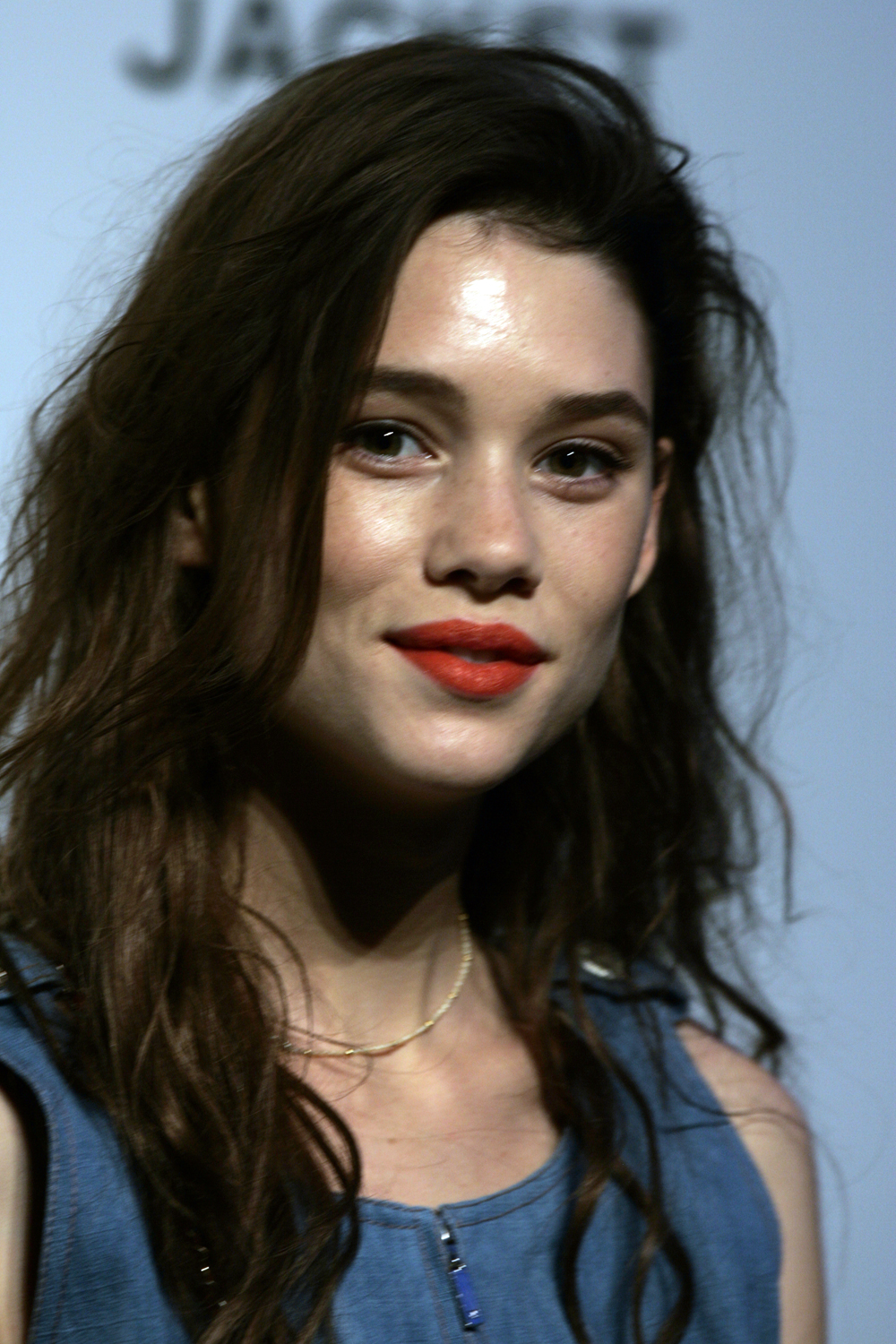
Astrid Bergès-Frisbey
geboren in 1986

- 1478 - Giulio de' Medici, de latere Paus Clemens VII (overleden 1534)
- 1591 - Dirk Janszoon Sweelinck, Nederlands musicus en componist (overleden 1652)
- 1602 - Philippe de Champaigne, Belgisch schilder (overleden 1674)
- 1650 - John Churchill, Engels veldheer en eerste hertog van Marlborough (overleden 1722)
- 1667 - Abraham de Moivre, Frans wiskundige (overleden 1754)
- 1689 - Mary Wortley Montagu, Engels schrijfster (overleden 1762)
- 1700 - Nikolaus von Zinzendorf, Duits theoloog (Herrnhutters) (overleden 1760)
- 1796 - Alois II, vorst van Liechtenstein (overleden 1858)
- 1859 - Felipe Agoncillo, Filipijns diplomaat en politicus (overleden 1941)
- 1859 - Josip Pagliaruzzi, Sloveens dichter en schrijver (overleden 1885)
- 1862 - Arend Anne van der Feltz, Procureur-generaal in Amsterdam (overleden 1940)
- 1864 - Johannes Dirk Bloemen, Nederlands zwemmer (overleden 1939)
- 1867 - Mary van Teck, koningin van Groot-Brittannië en keizerin van India (overleden 1953)
- 1871 - Camille Huysmans, Belgisch politicus (overleden 1968)
- 1873 - Olaf Gulbransson, Noors schilder en tekenaar (overleden 1958)
- 1874 - Henri Farman, Frans luchtvaartpionier (overleden 1958)
- 1875 - Bonne Kazemier, Nederlands architect (overleden 1967)
- 1878 - Isadora Duncan, Amerikaans danseres (overleden 1927)
- 1881 - Adolfo de la Huerta, Mexicaans politicus (overleden 1955)
- 1883 - Peter Kürten, Duits seriemoordenaar (overleden 1931)
- 1886 - Al Jolson, Amerikaans-Litouws zanger en Broadway-ster (overleden 1950)
- 1893 - Helena Kuipers-Rietberg, Nederlands verzetsstrijdster (overleden 1944)
- 1899 - Pieter Menten, Nederlands oorlogsmisdadiger (overleden 1987)
- 1899 - Juan Nakpil, Filipijns architect (overleden 1986)
- 1902 - Karel Cuypers, Belgisch sterrenkundige en humanist (overleden 1986)
- 1904 - George Formby, Brits muzikant, zanger en acteur (overleden 1961)
- 1907 - John Wayne, Amerikaans acteur (overleden 1979)
- 1908 - Aleksej Arboezov, Russisch toneelschrijver (overleden 1986)
- 1908 - Malando, Nederlands bandleider (overleden 1980)
- 1909 - Matt Busby, Schots voetballer en voetbaltrainer (overleden 1994)
- 1909 - Adolfo López Mateos, president van Mexico (1958-1964) (overleden 1969)
- 1910 - Imi Lichtenfeld, Israëlisch vechtsporter (overleden 1998)
- 1912 - János Kádár, Hongaars politicus (overleden 1989)
- 1912 - Tini Koopmans, Nederlands atlete (overleden 1981)
- 1912 - Carlos Antônio Dobbert de Carvalho Leite (Carvalho Leite), Braziliaans voetballer (overleden 2004)
- 1913 - Alfred Bertrand, Belgisch politicus (overleden 1986)
- 1913 - Peter Cushing, Brits acteur (overleden 1994)
- 1913 - Mathieu Smedts, Nederlands journalist (overleden 1996)
- 1914 - Frankie Manning, Amerikaans swingdanser, dansleraar en choreograaf (overleden 2009)
- 1914 - Erhard Weiß, Duits schoonspringer (overleden 1957)
- 1920 - Peggy Lee, Amerikaans zangeres (overleden 2002)
- 1923 - James Arness, Amerikaans acteur (overleden 2011)
- 1923 - Henk Severs, Nederlands muziekpromotor en -producent (overleden 2008)
- 1923 - Horst Tappert, Duits acteur (overleden 2008)
- 1925 - Alec McCowen, Engels acteur (overleden 2017)
- 1926 - Sukumar Azhikode, Indiaas schrijver, literatuurcriticus en polemist (overleden 2012)
- 1926 - Miles Davis, Amerikaans jazzmusicus en componist (overleden 1991)
- 1926 - Edo Spier, Nederlands architect, ontwerper en politicus (overleden 2022)
- 1928 - Wouter Snijders, Nederlands jurist, raadsheer bij de Hoge Raad der Nederlanden (overleden 2020)
- 1929 - Agenor Gomes (Manga), Braziliaans voetbaldoelman (overleden 2004)
- 1929 - Hugo Raes, Belgisch schrijver (overleden 2013)
- 1930 - Julien Weverbergh, Belgisch schrijver en uitgever (overleden 2023)
- 1932 - Frank Beyer, (Oost-)Duits filmregisseur (overleden 2006)
- 1932 - Vera Chirwa, Malawisch advocate, politica en mensenrechtenverdedigster
- 1932 - Piet Noordijk, Nederlands saxofonist (overleden 2011)
- 1933 - Rudi Falkenhagen, Nederlands acteur (overleden 2005)
- 1933 - Jean Graczyk, Frans wielrenner (overleden 2004)
- 1934 - Gilbert Van Manshoven, Belgisch atleet (overleden 2019)
- 1935 - Thomas Fink, Duits pianist (overleden 2023)
- 1936 - Franz Magnis-Suseno, Duits-Indonesisch filosoof en antropoloog
- 1937 - Henk Westrus, Nederlands orkestleider, accordeonist en componist (overleden 2013)
- 1938 - Gilbert Harman, Amerikaans filosoof (overleden 2021)
- 1938 - Peter Westbury, Brits autocoureur (overleden 2015)
- 1939 - Merab Kostava, Georgisch dissident, musicus en dichter (overleden 1989)
- 1939 - Corky Trinidad, Amerikaans cartoonist (overleden 2009)
- 1940 - Levon Helm, Amerikaans drummer en country-rockzanger (overleden 2012)
- 1941 - André Geens, Belgisch politicus
- 1943 - Erica Terpstra, Nederlands zwemster en politica
- 1944 - Sam Posey, Brits autocoureur
- 1946 - Fabiola, Duits-Nederlands performancekunstenaar (overleden 2013)
- 1946 - Jerry Haleva, Amerikaans acteur, dubbelganger van Saddam Hussein en lobbyist
- 1946 - Mick Ronson, Brits gitarist en muziekproducent (overleden 1993)
- 1947 - Frans Kokshoorn, Nederlands beeldhouwer (overleden 2021)
- 1948 - Tony Goossens, Belgisch voetballer
- 1948 - Stevie Nicks, Amerikaans zangeres
- 1949 - Pam Grier, Brits actrice
- 1949 - Philip Michael Thomas, Amerikaans acteur
- 1949 - Hank Williams jr., Amerikaans countryzanger en songwriter
- 1950 - Max van der Does, Nederlands atleet
- 1951 - Muhammed Faris, Syrisch militair en ruimtevaarder (overleden 2024)
- 1951 - Sally Ride, Amerikaans astronaute (overleden 2012)
- 1951 - Beppie Melissen, Nederlands actrice
- 1953 - Michael Portillo, Brits politicus en presentator
- 1954 - Alan Hollinghurst, Brits schrijver en dichter
- 1954 - Ludo Sannen, Belgisch politicus
- 1954 - Éric Saul, Frans motorcoureur
- 1956 - Paul Put, Belgisch voetballer
- 1956 - Simon Tahamata, Nederlands voetballer
- 1957 - Eric Kerremans, Belgisch acteur
- 1959 - Róger Flores, Costa Ricaans voetballer en voetbalcoach
- 1959 - Kevin Gage, Amerikaans acteur
- 1960 - Pablo Restrepo, Colombiaans zwemmer
- 1960 - Romas Ubartas, Sovjet-Russisch/Litouws atleet
- 1962 - Genie Francis, Amerikaans actrice
- 1962 - Bobcat Goldthwait, Amerikaans acteur
- 1962 - Black, Brits singer-songwriter (overleden 2016)
- 1964 - Lenny Kravitz, Amerikaans gitarist, multi-instrumentalist en zanger
- 1965 - Dirk Holemans, Belgisch politicus
- 1965 - Friso Nijboer, Nederlands schaker
- 1966 - Helena Bonham Carter, Brits actrice
- 1966 - Zola Budd, Zuid-Afrikaans/Brits atlete
- 1967 - Miguel Duhamel, Canadees motorcoureur
- 1967 - Grete Koens, Nederlands atlete
- 1967 - Kristen Pfaff, Amerikaans popartiest (overleden 1994)
- 1967 - Anthonie Wurth, Nederlands judoka
- 1968 - Anja Daems, Belgisch televisie- en radiopresentatrice
- 1968 - Frederik van Denemarken, Deens koning
- 1968 - Iain MacPherson, Schots motorcoureur
- 1969 - Filip Fiers, Belgisch voetballer
- 1969 - Percy Irausquin, Nederlands modeontwerper (overleden 2008)
- 1971 - Jorinde Moll, Nederlands actrice en presentatrice
- 1971 - Matt Stone, Amerikaans animator, filmregisseur, scriptschrijver, acteur en stemacteur
- 1974 - Lars Frölander, Zweeds zwemmer
- 1974 - Barbara de Loor, Nederlands schaatsster
- 1974 - Enrique Osses, Chileens voetbalscheidsrechter
- 1974 - José Luis Sánchez, Argentijns voetballer (overleden 2006)
- 1975 - Nicki Aycox, Amerikaans actrice (overleden 2022)
- 1975 - Lauryn Hill, Amerikaans hiphop-zangeres en actrice
- 1975 - Carl Verheijen, Nederlands schaatser
- 1976 - Monique Hennagan, Amerikaans atlete
- 1976 - Alexander Karim, Zweeds acteur
- 1977 - Ben Curtis, Amerikaans golfer
- 1977 - Misaki Ito, Japans actrice
- 1977 - Luca Toni, Italiaans voetballer
- 1978 - Laurence Fox, Brits acteur
- 1978 - Benji Gregory, Amerikaans acteur (overleden 2024)
- 1978 - Elke Vanelderen, Belgisch presentatrice
- 1979 - Karolien Debecker, Belgisch presentatrice
- 1979 - Jonas Reckermann, Duits beachvolleyballer
- 1981 - Anthony Ervin, Amerikaans zwemmer
- 1981 - Eda-Ines Etti, Ests zangeres
- 1981 - Răzvan Raț, Roemeens voetballer
- 1983 - Demy de Zeeuw, Nederlands voetballer
- 1986 - Àstrid Bergès-Frisbey, Frans-Spaans actrice en model
- 1987 - Tooji, Noors zanger, presentator en model
- 1988 - Juan Cuadrado, Colombiaans voetballer
- 1988 - Sami Kennedy-Sim, Australisch freestyleskiester
- 1988 - Andrea Russotto, Italiaans voetballer
- 1988 - Dani Samuels, Australisch atlete
- 1988 - Akito Watabe, Japans Noordse combinatieskiër
- 1990 - Denise Groot, Nederlands atlete
- 1990 - Ryan Napoleon, Australisch zwemmer
- 1991 - Amber Bondin, Maltees zangeres
- 1992 - Jānis Mustafejevs, Lets darter
- 1992 - Daniel Wanjiru, Keniaans atleet
- 1993 - Katerine Savard, Canadees zwemster
- 1994 - Elliot Giles, Brits atleet
- 1994 - Lindsey Heaps, Amerikaans voetbalster
- 1995 - Nicky Evrard, Belgisch voetbalster
- 1995 - Moïse Trustfull, Nederlands actrice en presentatrice
- 1996 - Tarik Kada, Marokkaans-Nederlands voetballer
- 1997 - Loris Hezemans, Nederlands autocoureur
- 1998 - Vladimir Arzumanyan, Armeens zanger
- 1999 - Kerry Ingram, Brits actrice
- 1999 - Évita Muzic, Frans veldrijdster en wegwielrenster
- 2000 - Cyril Ngonge, Belgisch voetballer
- 2002 - Maxime Estève, Frans voetballer
- 2006 - Seth Dunwoody, Iers wielrenner

## Overleden

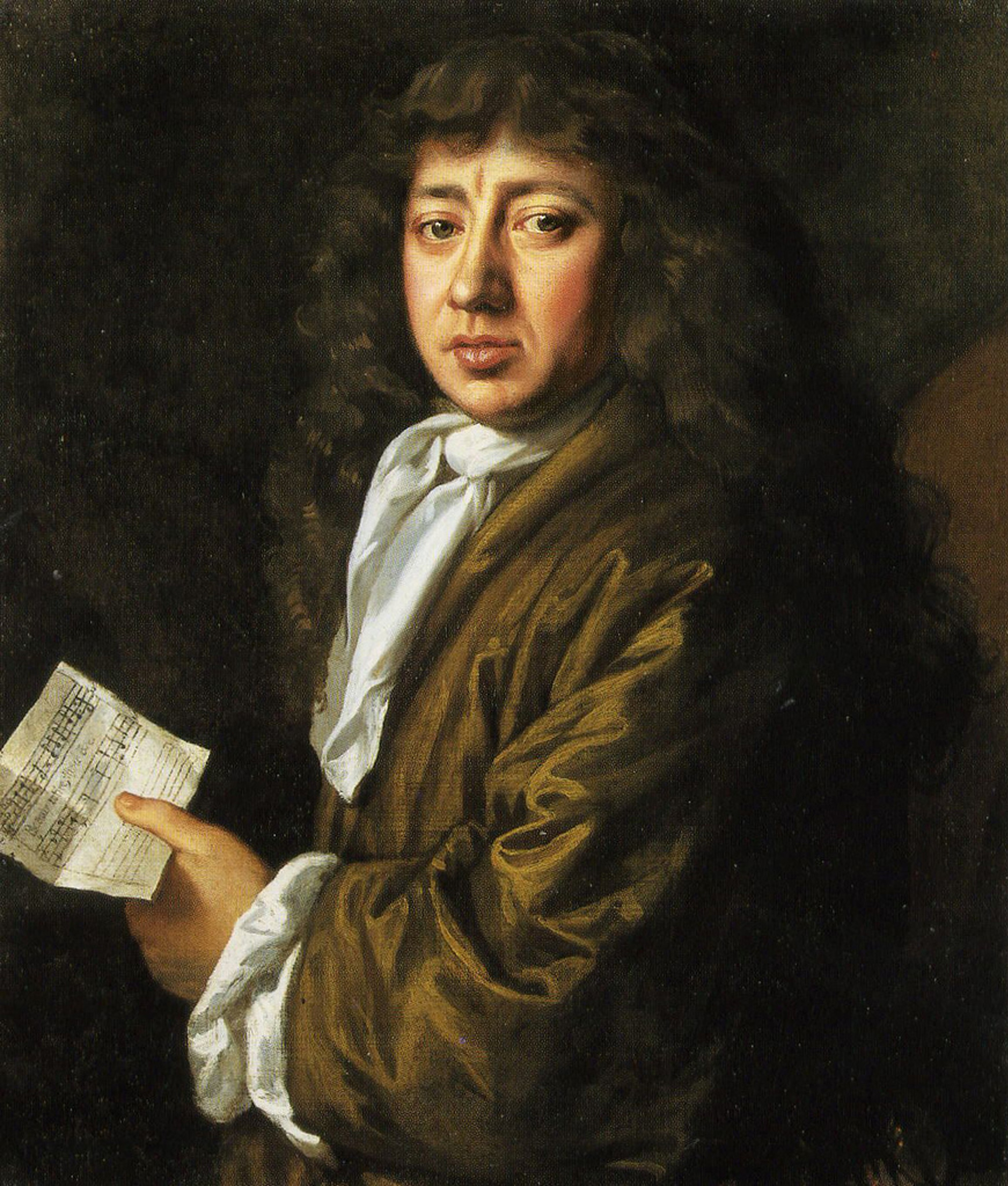
Samuel Pepys
overleden in 1703

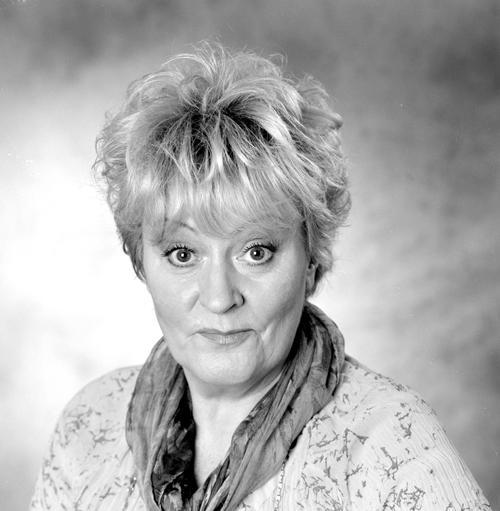
Suze Broks
overleden in 2017

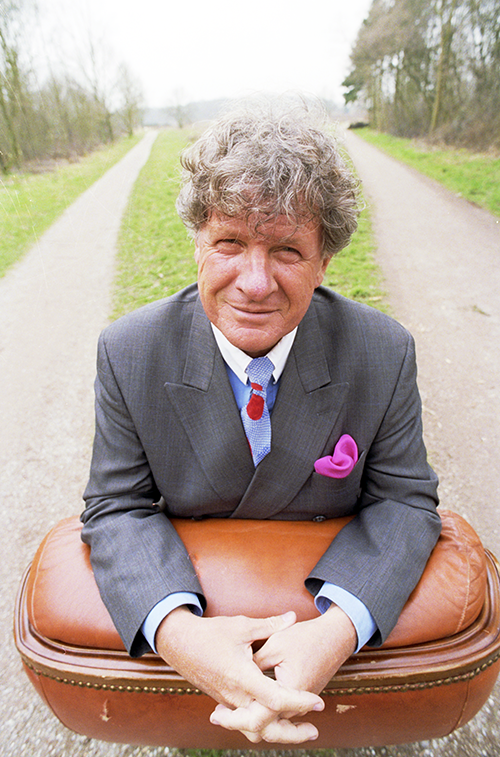
Willibrord Frequin
overleden in 2022

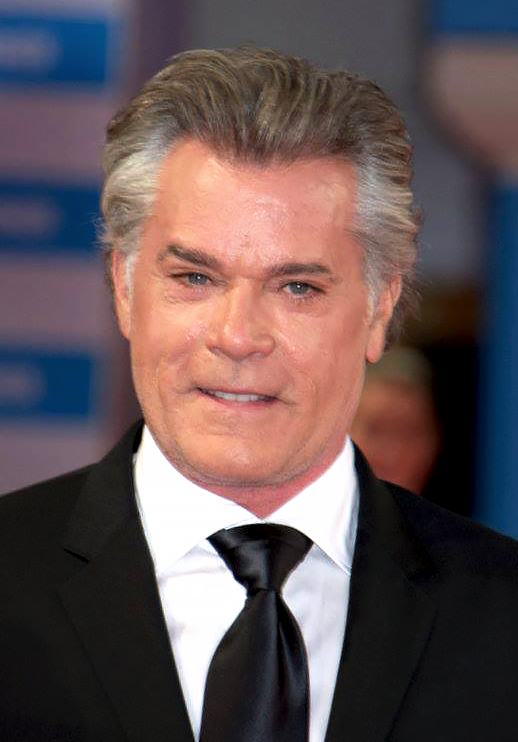
Ray Liotta
overleden in 2022

- 605 - Augustinus van Canterbury (waarschijnlijke datum), Brits Rooms-katholiek geestelijke
- 735 - Beda of Baeda (62), bijgenaamd Venerabilis (= de eerbiedwaardige), Engels monnik, Bijbelgeleerde en geschiedschrijver
- 946 - Edmund I van Engeland (ong. 25)
- 1499 - Hendrik IV van Nassau-Beilstein (~50), graaf van Nassau-Beilstein
- 1504 - Margaretha van Hanau-Lichtenberg (41), Duits gravin
- 1679 - Ferdinand Maria van Beieren (42), keurvorst van Beieren
- 1691 - Cornelis Tromp (61), Nederlands militair en zeevaarder
- 1703 - Samuel Pepys (70), Engels ambtenaar en dagboekschrijver
- 1818 - Michael Andreas Barclay de Tolly (56), Russisch generaal
- 1845 - Jónas Hallgrímsson (37), IJslands dichter, auteur en natuurwetenschapper
- 1859 - Maria Anna Sophia Elisabeth van Saksen-Weimar-Eisenach (7)
- 1870 - Johann Heinrich Blasius (60), Duits bioloog
- 1876 - František Palacký (77), Tsjechisch politicus
- 1883 - Abd al-Kader (75), Algerijns vrijheidsstrijder
- 1908 - Mirza Ghulam Ahmad (73), stichter van de Ahmadiyya Moslim Gemeenschap
- 1912 - Jan Blockx (61), Belgisch componist en musicus
- 1922 - Ernest Solvay (84), Belgisch scheikundige en filantroop, minister van staat
- 1931 - Hermann Grotefend (86), Duits archivaris en historicus
- 1935 - Jane Thylda (66), Frans actrice en societyfiguur
- 1939 - Herman Isidor Oppenheim (73), Nederlands drukker en uitgever
- 1943 - Alice Tegnér (79), Zweeds dichteres en componist
- 1946 - Prins Friedrich van Waldeck-Pyrmont (81)
- 1948 - Alice Nordin (77), Zweeds beeldhouwster
- 1955 - Alberto Ascari (37), Italiaans autocoureur
- 1955 - Joseph Sylvester (Menthol) (64), Nederlands zakenman
- 1960 - André Jousseaume (65), Frans ruiter
- 1960 - Bert Nienhuis (86), Nederlands ontwerper en kunstenaar
- 1962 - Aida de Acosta (77), Amerikaans luchtvaartpionier en onderneemster
- 1969 - Paul Hawkins (31), Australisch autocoureur
- 1974 - Silvio Moser (33), Zwitsers autocoureur
- 1975 - Chris Calor (50), Surinaams politicus
- 1976 - Martin Heidegger (86), Duits filosoof
- 1985 - Riek van Rumt (87), Nederlands gymnaste
- 1987 - Antoni Brzeżańczyk (68), Pools voetballer en voetbaltrainer
- 1990 - René David (84), Frans rechtsgeleerde
- 1993 - John Henri uit den Bogaard (81), Nederlands schrijver
- 1993 - Cor de Groot (79), Nederlands componist, dirigent en pianist
- 1993 - Fernando Lopez (89), vicepresident van de Filipijnen
- 1994 - George Ball (84), Amerikaans diplomaat
- 1995 - Riek Wesseling (80), Nederlands tekenares
- 1996 - Heije Schaper (89), Nederlands militair en politicus
- 1997 - Jack Jersey (Jack de Nijs) (55), Nederlands tekstschrijver, componist, producer en zanger
- 1998 - Marianne van der Heijden (75), Nederlands glazenier, graficus, mozaïekkunstenaar, schilder en textielkunstenaar
- 2001 - Anne Haney (67), Amerikaans actrice
- 2002 - Mamo Wolde (69), Ethiopisch atleet
- 2005 - Eddie Albert (99), Amerikaans acteur
- 2005 - Krzysztof Nowak (29), Pools voetballer
- 2006 - Mahmoud al-Majzoub (41), Palestijns terrorist
- 2006 - Édouard Michelin jr. (42), Frans industrieel
- 2006 - Ted Schroeder (84), Amerikaans tennisser
- 2006 - Toon Soetebier (85), Nederlands oorlogsmisdadiger
- 2006 - Raymond Triboulet (99), Frans politicus
- 2008 - Hans Haasmann (92), Nederlands schoonspringer
- 2008 - Sydney Pollack (73), Amerikaans filmregisseur, -acteur en -producent
- 2008 - Daniel Van Ryckeghem (62), Belgisch wielrenner
- 2009 - Mamadou Bâ (79), Guinees politicus
- 2009 - Silvia de Groot (90), Nederlands wetenschapper en Surinamist
- 2009 - Arcangelo Ianelli (86), Braziliaans schilder, beeldhouwer, illustrator en tekenaar
- 2009 - Doris Mühringer (88), Oostenrijks dichter en schrijfster
- 2010 - Leo Canjels (77), Nederlands voetballer en voetbaltrainer
- 2010 - Jean Constantin (81), Roemeens acteur
- 2010 - Christoph Gilli (46), Zwitsers voetballer
- 2010 - Kieran Phelan (60), Iers politicus
- 2012 - Arthur Decabooter (75), Belgisch wielrenner
- 2013 - Otto Muehl (87), Oostenrijks kunstenaar, sekteleider en crimineel
- 2013 - Jack Vance (96), Amerikaans schrijver
- 2014 - Manuel Uribe (48), Mexicaans zwaarste mens van de wereld
- 2015 - Vicente Aranda (88), Spaans filmregisseur en scenarioschrijver
- 2015 - Gottfried Diener (88), Zwitsers bobsleeër
- 2016 - Loris Capovilla (100), Italiaans kardinaal
- 2017 - Suze Broks (74), Nederlands actrice en balletdanseres
- 2017 - Zbigniew Brzeziński (89), Pools-Amerikaans politiek wetenschapper
- 2018 - Alan Bean (86), Amerikaans astronaut
- 2018 - Ted Dabney (81), Amerikaans mede-oprichter van Atari
- 2018 - Gerard Kerkum (87), Nederlands voetballer en clubvoorzitter
- 2018 - Roger Piantoni (86), Frans voetballer
- 2019 - Prem Tinsulanonda (98), Thais militair en politicus
- 2020 - Richard Herd (87), Amerikaans acteur
- 2020 - Irm Hermann (77), Duits actrice
- 2020 - Liesbeth Migchelsen (49), Nederlands voetbalster
- 2020 - Bonno Thoden van Velzen (87), Nederlands antropoloog en surinamist
- 2021 - Tarcisio Burgnich (82), Italiaans voetballer
- 2021 - Murray Dowey (95), Canadees ijshockeyspeler
- 2021 - Henk Horsman (83), Nederlands organisator
- 2021 - Lambert Kelchtermans (91), Belgisch politicus
- 2021 - Arturo Luz (94), Filipijns beeldend kunstenaar
- 2022 - Andrew Fletcher (60), Brits muzikant
- 2022 - Willibrord Frequin (80), Nederlands journalist
- 2022 - Ray Liotta (67), Amerikaans acteur
- 2022 - Ciriaco De Mita (94), Italiaans politicus
- 2022 - Alan White (72), Brits drummer
- 2023 - Reuben Wilson (88), Amerikaans jazzorganist
- 2024 - Bertien van Manen (89), Nederlands fotografe
- 2025 - Rick Derringer (Ricky Dean Zehringer) (77), Amerikaans zanger en gitarist
- 2025 - Co Hoedeman (84), Nederlands-Canadees animator en filmregisseur

## Viering/herdenking
- Rooms-Katholieke kalender:

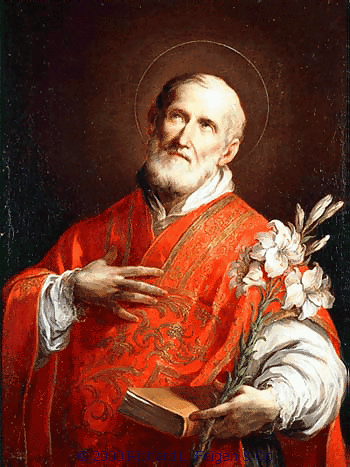
Filip Neri

  - Heilige Filip Neri († 1595) - Gedachtenis
  - Heilige Lambert (Péloguin van Vence) († 1154)
  - Heilige Simitrius en gezellen († c. 159)
  - Heilige Berenger (van St-Papoul) († 1293)
  - Heilige Mariana de Paredes y Flores († 1645)
  - Heilige Paus Eleuterus († c. 189)
  - Heilige Alfeüs († 1e eeuw)
  - Heilige Desiderius van Vienne († 606)
- Georgië: Nationale feestdag
- Guyana: Verklaring van onafhankelijkheid van het Verenigd Koninkrijk (1966)

## Weerextremen

### Nederland
| | Officiële records | Officiële records | Officiële records |      | Landelijke records | Landelijke records | Landelijke records                          |
| Gebeurtenis | Jaar              | Extreem           | Locatie           | Jaar | Extreem            | Locatie            |                                             |
| --- | ----------------- | ----------------- | ----------------- | ---- | ------------------ | ------------------ | ------------------------------------------- |
| Laagste etmaalgemiddelde temperatuur (°C) | 1934              | 8,3               | De Bilt           |      | 1934               | 7,3                | Eelde                                       |
| Hoogste etmaalgemiddelde temperatuur (°C) | 2018              | 23,0              | De Bilt           |      | 2018               | 23,3               | Eindhoven, Gilze-Rijen                      |
| Laagste minimumtemperatuur (°C) | 1990              | 1,5               | De Bilt           |      | 2004               | 0,0                | Twenthe                                     |
| Hoogste minimumtemperatuur (°C) | 2018              | 14,7              | De Bilt           |      | 1920               | 17,3               | Vlissingen                                  |
| Laagste maximumtemperatuur (°C) | 1983              | 10,1              | De Bilt           |      | 1983               | 8,4                | Maastricht                                  |
| Hoogste maximumtemperatuur (°C) | 2005              | 29,1              | De Bilt           |      | 2005               | 30,9               | Arcen                                       |
| Hoogste uurgemiddelde windsnelheid (m/s) | 1942              | 13,4              | De Bilt           |      | 1972               | 20,6               | Hoek van Holland                            |
| Hoogste windstoot (m/s) | 1953              | 23,7              | De Bilt           |      | 2009               | 29,0               | Schiphol, Tholen                            |
| Langste zonneschijnduur (uur) | 1957              | 15,0              | De Bilt           |      | 1977 1992 2017     | 15,4               | Leeuwarden Hoogeveen, Nieuw-Beerta Berkhout |
| Langste neerslagduur (uur) | 1968              | 10,2              | De Bilt           |      | 1983               | 22,0               | Twenthe                                     |
| Hoogste etmaalsom van de neerslag (mm) | 2009              | 25,6              | De Bilt           |      | 2014               | 62,2               | Hoogeveen                                   |
| Laagste etmaalgemiddelde relatieve vochtigheid (%) | 1992              | 45                | De Bilt           |      | 1992               | 42                 | Deelen                                      |
| Laagste uurwaarde luchtdruk op zeeniveau (hPa) | 1941              | 997,2             | De Bilt           |      | 1941               | 993,8              | Vlissingen                                  |
| Hoogste uurwaarde luchtdruk op zeeniveau (hPa) | 2020              | 1036,1            | De Bilt           |      | 2020               | 1036,7             | Hoogeveen                                   |
| Officiële records worden altijd gemeten op het KNMI-weerstation in De Bilt. Landelijke records kunnen worden gemeten op elk officieel KNMI-weerstation in Nederland. |                   |                   |                   |      |                    |                    |                                             |

Uitzonderlijke gebeurtenissen
- 1985 - Eerste officiële zomerse dag van het jaar (maximumtemperatuur ≥ 25 °C in De Bilt)
- 2023 - Officieel hoogste uurwaarde luchtdruk op zeeniveau in hPa van mei dit jaar gemeten in De Bilt: 1031,6
- 2023 - Landelijk hoogste uurwaarde luchtdruk op zeeniveau in hPa van mei dit jaar gemeten in Hoorn Terschelling: 1033,4
- 2024 - Officieel hoogste windstoot in m/s van mei dit jaar gemeten in De Bilt: 16,0 (voorlopig). Samen met 4 en 21 mei
- 2024 - Landelijk hoogste windstoot in m/s van mei dit jaar gemeten in IJmuiden: 28,0 (voorlopig)

### België
Dagrecords
- 1888 - Laagste etmaalgemiddelde temperatuur 7,7 °C
- 1892 - Hoogste etmaalgemiddelde temperatuur 23,2 °C
- 1928 - Laagste minimumtemperatuur 3,6 °C
- 1937 - Hoogste maximumtemperatuur 29,1 °C
- 1933 - Hoogste etmaalsom van de neerslag 28,7 mm

Uitzonderlijke gebeurtenissen
- 1931 - Maximumtemperatuur tot 33 °C in Wardin (Bastogne).
- 1951 - Tornado in de streek van Andenelle, nabij Andenne.
- 1988 - 90 mm neerslag in Vlijtingen (Riemst).
- 2009 - Langs het traject Doornik - Wetteren - Sint-Gillis-Waas vallen tijdens onweer hagelstenen tot 10 cm diameter (gemiddeld 4-6 cm). Op andere plaatsen is er windschade en in Melle wordt een windstoot van 101 km/u gemeten.

<< · 1 · 2 · 3 · 4 · 5 · 6 · 7 · 8 · 9 · 10 · 11 · 12 · 13 · 14 · 15 · 16 · 17 · 18 · 19 · 20 · 21 · 22 · 23 · 24 · 25 · 26 · 27 · 28 · 29 · 30 · 31 · >>